# Kinabari
Kinabari est une localité du Cameroun située dans la commune de Blangoua, le département du Logone-et-Chari et la Région de l'Extrême-Nord, à proximité de la frontière avec le Tchad et du lac Tchad.

## Population
Lors du recensement de 2005, Kinabari I comptait 566 habitants et Kinabari II en comptait 104.
En 2011, un diagnostic participatif y a dénombré 473 personnes, sans distinguer les deux.